# Eugeniusz Tomiczek
Eugeniusz Jan Tomiczek (ur. 30 stycznia 1944 w Cieszynie, zm. 12 marca 2013) – polski filolog, dr hab., profesor zwyczajny i dyrektor Instytutu Filologii Germańskiej Wydziału Filologicznego Uniwersytetu Wrocławskiego.

## Życiorys
19 lutego 1974 obronił pracę doktorską Innowacje leksykalne we współczesnym języku niemieckim. Studium socjolingwistyczne, w 1983 habilitował się na podstawie pracy zatytułowanej System adresatywny współczesnego języka polskiego i niemieckiego. Socjolingwistyczne studium konfrontatywne, a 22 października 1996 nadano mu tytuł profesora nauk humanistycznych.
Był zatrudniony na stanowisku profesora zwyczajnego i dyrektora w Instytucie Filologii Germańskiej na Wydziale Filologicznym Uniwersytetu Wrocławskiego.
Zmarł 12 marca 2013.

## Odznaczenia i wyróżnienia
- 1980: Złoty Krzyż Zasługi[1]
- 1993: Medal Komisji Edukacji Narodowej[1]
- 2007: Federalny Krzyż Zasługi na Wstędze[1]
- Nagroda Rektora Uniwersytetu Wrocławskiego (wielokrotnie)[1]